# Iztapa
Iztapa est une ville du Guatemala dans le département d'Escuintla.